# 王洪昌
王洪昌（1921年10月25日—2007年6月30日），江苏常熟人，中国政治人物，中国民主建国会中央委员会原常务委员，上海市政协原副秘书长，第七、八届全国政协委员，第八届上海市人大代表。